# Courcelles-sous-Thoix
Courcelles-sous-Thoix település Franciaországban, Somme megyében. Lakosainak száma 66 fő (2022. január 1.). Courcelles-sous-Thoix Belleuse, Brassy, Contre, Fleury, Sentelie és Thoix községekkel határos.

## Népesség
A település népességének változása:
| Lakosok száma | 53   | 65   | 67   | 69   | 69   | 68   | 67   | 66   | 66   |
|               | 2013 | 2015 | 2016 | 2017 | 2018 | 2019 | 2020 | 2021 | 2022 |